# 長齒鋸齒鰻
長齒鋸犁鰻，又稱長齒鋸齒鰻，為輻鰭魚綱鰻鱺目鋸齒鰻科的其中一個種。

## 分布
本魚分布於太平洋及印度洋溫帶至熱帶的中層水域。

## 深度
水深300至3200公尺。

## 特徵
本魚無胸鰭，後鼻孔開在眼前中線。鰓被架骨皆在舌弓上。上下頜長且纖細。下頜稍長於上頜。上頜骨齒2至4列，由向內漸大；下頜骨齒3至5列；鋤骨齒成一交相嵌合之二列齒，成熟期後變化成刀片狀；背鰭起點在肛門之後。背鰭鰭條136至175枚；臀鰭鰭條119至156枚；脊椎骨數154至166；體長為體高的72倍，尾長為頭與軀幹的3倍，吻長為眼徑的7倍。口裂超過眼之後緣；肛門在體前半部。鰓裂側位。體僵硬，鰭條長。體長可達76公分。

## 生態
本魚為深海魚類，性成熟時，雄性外型有明顯的改變，如上下腭牙齒的變化、吻部縮短與尾鰭更加側扁；雌性也有變化如牙齒之退化。

## 經濟利用
罕見，無任何經濟價值。